# 한중일 용성전
한중일 용성전은 일본기원에서 주관하고 주식회사 일본 바둑장기 채널이 주최한다. 한중일 용성전 창설로 2014년부터 4회 대회를 이어왔던 중일 용성전은 역사 속으로 사라진다.

## 대회 방식
- 한중일 3국의 용성전 타이틀 보유자가 출전한다.
- 역시드 3자 토너먼트로 진행된다. 1회전 승자는 결승에 진출하고, 1회전 패자와 1회전 부전자가 2회전에서 결승진출을 다툰다. 1회전 승자와 2회전 승자의 최종국에서 우승자가 결정된다.

## 대회 규정
- 제한시간 없이 매수 30초 초읽기와 도중 1분 고려시간 10회를 사용할 수 있는 TV바둑아시아선수권 방식으로 열린다.

## 대회 상금
- 우승 500만엔
- 준우승 150만엔
- 3위 80만엔

## 역대 우승자
| 회차 | 연도 | 우승      | 준우승           | 3위         |
| ---- | ---- | --------- | ---------------- | ----------- |
| 1    | 2019 | 커제 九단 | 이치리키 료 八단 | 김지석 九단 |

## 같이 보기
- 중일 용성전